# Йозеф фон Ромако
Йозеф Ріттер фон Ромако (1828 — 5 червня 1882) — австро-угорський військово-морський конструктор у 19 столітті. Відповідав за проектування більшості броненосців ВМС Австро-Угорщини від перших типу «Драхе» на початку 1860-х до «Тегетгофф», що будувався наприкінці 1870-х - початку 1880-х років. Він також відповідав за розробку крейсерів типу «Зара».

## Кар'єра
Він народився в 1828 році в Ацгерсдорфі в Нижній Австрії і навчався у Технічному університеті у Відні. Він приєднався до ВМС Австрії і був призначений тимчасовим кадетом 25 вересня 1849 року. 1 листопада 1859 року він став Schiffbau Oberingeniuer (головним інженером кораблебудування), і саме в цей період він сконструював австрійські кораблі, які взяли участь у битві біля Лісси 20 липня 1866 року. Кораблі конструкції Ромако, як правило,  несли потужнішу броню, ніж сучасні їм іноземні типи.
1 листопада 1866 р. був підвищений і Schiffbau-Inspektor (інспектор кораблебудування), а 28 лютого 1870 р. він став Obersten-Schiffbau-Ingeniuer. На початку 1870-х років він сконструював  казематний броненосець «Тегетгофф», а пізніше у цьому десятилітті підготував конструкцію для перших австро-угорських торпедних крейсерів  типу «Зара» та наступне одиночне судно цього класу «Люссин». Ці крейсери були першими кораблями зі сталевими корпусами  австро-угорського флоту, і являли собою перехід від дерев’яних вітрильних крейсерів 1860-х років до більш сучасних сталевих крейсерів 1880-х років. Ромако поклав в основі їх конструкції схему німецького авізо «Зітин».
За час своєї кар'єри він був нагороджений орденом Залізної Корони, а також йому було надано дворянський титул у 1869 році. Він також отримав данський орден Даннеброг і мексиканський орден Гвадалупе.
Після кар'єри, що тривала 33 роки, він помер 5 червня 1882 року.

## Сім'я
Його брат, Антон Ромако був живописцем.